# Golf van Gonâve

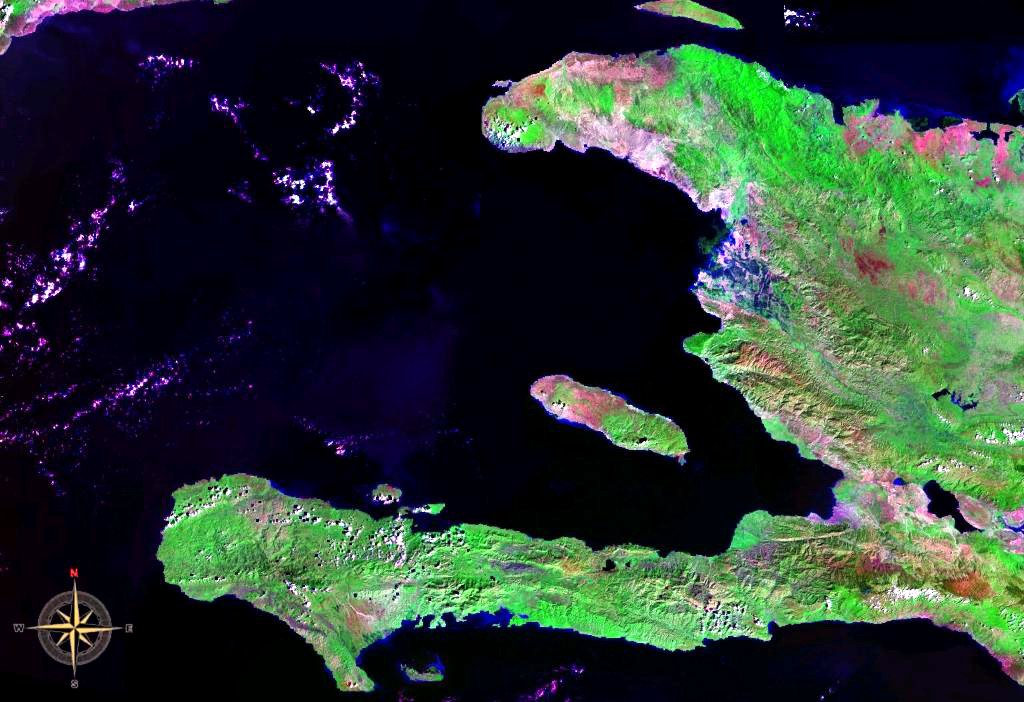
Satellietbeeld van de Golf van Gonâve

De Golf van Gonâve (Frans: Golfe de la Gonâve) is een grote baai aan de westkust van Haïti. De grootste breedte bedraagt 100 kilometer. De golf ligt ingeklemd tussen de schiereilanden Nord-Ouest en Tiburon.
Aan de golf liggen de hoofdstad van het land, Port-au-Prince, en verder de steden Gonaïves, Saint-Marc, Miragoâne en Jérémie.
In de Golf van Gonâve bevinden zich verschillende eilanden. Het grootste is Île de la Gonâve. Veel kleiner zijn de Cayemites. Het Île de la Gonâve verdeelt het zuidelijke deel van de golf in het Kanaal van Gonâve en het Kanaal van Saint-Marc.
De grootste diepte bedraagt 1000 meter, tussen Port-au-Prince en Île de la Gonâve. De jaarlijkse temperatuurverandering van het water schommelt tussen 1 en 5 °C. Het zoutgehalte varieert weinig. Het water is behoorlijk stationair, wat de kans op vervuiling vergroot.
In de Golf van Gonâve vindt visserij plaats, veelal op traditionele wijze met houten boten.

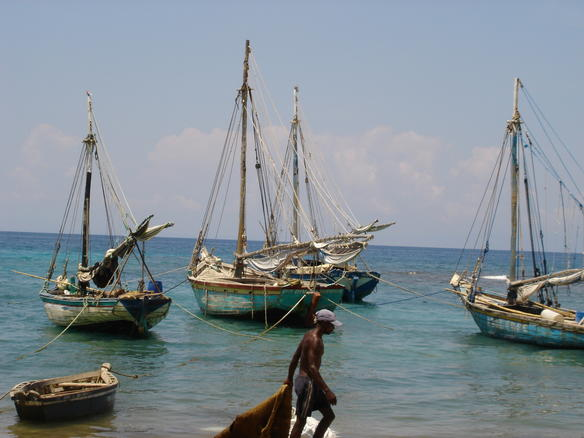
Haven van Petite-Rivière-de-Nippes